# Hans Hübner (Kulturwissenschaftler)

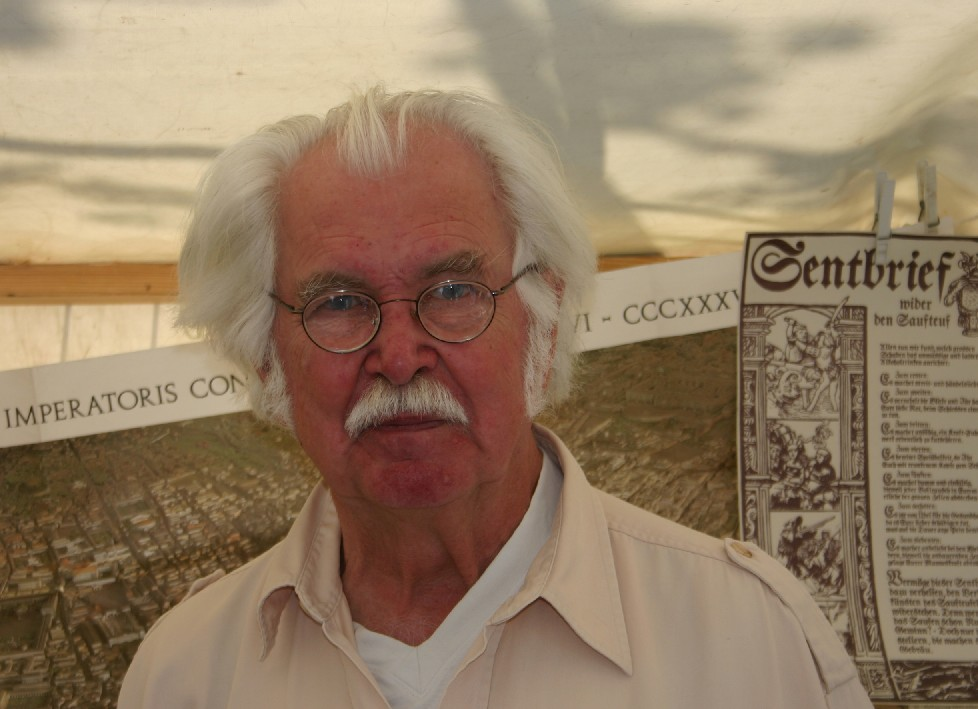
Hans Hübner (2013)

Hans Hübner  (* 6. Februar 1937 in Belzig; † 30. Dezember 2021 in Berlin) war ein deutscher Kulturwissenschaftler und Autor.

## Leben
Hans Hübner wurde 1937 in Belzig als Sohn einer Hausfrau und eines Zimmermanns geboren. Sein Vater war 1933/34 im KZ Oranienburg inhaftiert. Nach dem Schulabschluss absolvierte er Anfang der 1950er Jahre eine Berufsausbildung zum Betriebs- und Verkehrseisenbahner. Danach arbeitete als Transportpolizist und Gepäckarbeiter bei der Deutschen Reichsbahn. Nach einem Studium an der Fachschule für Bibliothekare in Leipzig von 1958 bis 1961 leitete er die Bibliothek in Brandenburg an der Havel, wo er zahlreiche Gesprächs- und Diskussionsrunden mit Kulturschaffenden organisierte. Parallel dazu absolvierte er ein Fernstudium der Kulturwissenschaft an der  Humboldt-Universität zu Berlin, das er 1971 erfolgreich abschloss.
Nach seinem Studium arbeitete er von 1970 bis 1975 als wissenschaftlicher Mitarbeiter im Zentralinstitut für Bibliothekswesen in Berlin, Hauptstadt der DDR. An der Druschba-Trasse in der Sowjetunion arbeitete Hans Hübner zwei Jahre als Kulturarbeiter und Bibliotheksverantwortlicher. Im Anschluss war er Redakteur im Verlag für Agitations- und Anschauungsmittel und dann bis 1991 Bibliothekar in der Zentralbibliothek der Gewerkschaften.
Wiederholt erforschte Hans Hübner das Leben der Berliner Künstlerin Helen Ernst, über die er auch mehrfach publizierte. Seine Sammlung an Karikaturen zu Karl Marx bildete den Grundstock zu dem Buch Grüss Gott! Da bin ich wieder!, das er gemeinsam mit Rolf Hecker zusammenstellte. Sein Engagement für den spanischen Künstler Josep Renau gipfelte 2009 in der Ausstellung „Ich habe nicht gewartet. Ich habe gelebt - Der Maler und Fotomonteur Josep Renau (1907 – 1982) Valencia - Mexiko – Berlin“ in der Pyramide Berlin-Marzahn.

## Werke (Auswahl)
- Geschichte. Lehrbuch für Klasse 7. Leitung des Autorenkollektivs: Hans Hübner, erster Autor: Alfred Anderle. (1. Ausgabe, Volk und Wissen, Berlin 1985; 4. Ausgabe 1988) ISBN 3-06-110703-7
- Helen Ernst : 1904–1948. Berlin-Amsterdam-Ravensbrück ; Stationen einer antifaschistischen Künstlerin. Traum-und-Raum-Verlag, Berlin 1994, ISBN 978-3-929346-03-9.
- Helen Ernst. Ein zerbrechliches Menschenkind (1904–1948). trafo verlag, Berlin 2002, ISBN 3-89626-147-9.
- Rolf Hecker, Hans Hübner (Hrsg.): Grüss Gott! Da bin ich wieder! Karl Marx in der Karikatur. Eulenspiegel Verlag, Berlin 2008, ISBN 978-3-359-01698-4.